# José Martí: el ojo del canario
José Martí: el ojo del canario és una pel·lícula cubana dramàtica de temàtica històrica i biogràfica de 2010, escrita i dirigida per Fernando Pérez Valdés. Està inspirada en la infantesa i adolescència de José Martí, un destacat polític, pensador, escriptor i independentista cubà de la segona meitat del segle xix, en el període de la seva vida que abasta des dels 9 fins als 17 anys d'edat. La pel·lícula és una col·laboració cubano-espanyola, produïda conjuntament per l'Instituto Cubano del Arte e Industria Cinematográficos (ICAIC), Televisión Española (TVE) i les productores (també espanyoles) Wanda Films i Lusa Films SL. José Martí: el ojo del canario constitueix el títol inaugural de la saga Libertadores, una col·lecció de vuit pel·lícules pensada en el marc de les commemoracions pel bicentenari de les independències hispanoamericanes i dedicada les seves próceres més destacats.

## Argument
José Martí: el ojo del canario busca endinsar a l'espectador en la complexitat quotidiana que va forjar la personalitat i el caràcter de José Martí durant els seus anys d'infància i adolescència, específicament en el període de la seva vida que s'estén des dels 9 fins als 16 anys d'edat, quan és empresonat pel govern espanyol a Cuba i condemnat a sis anys de presó i treballs forçats en les pedreres de Sant Lázaro. La ficció de la pel·lícula narra la vida d'un Martí envoltat per problemes familiars, vicissituds econòmiques, conflictes i incomprensions.També reflecteix els primers contactes del personatge amb el món polític i amb la naturalesa; tots ells elements a partir dels quals progressivament es van anar forjant el seu pensament i conviccions.
El llargmetratge de 120 minuts està dividit en quatre parts ordenades cronològicament i de similar extensió. Els primers dos segments estan dedicats a la infància del personatge amb l'actuació de Damián Rodríguez, mentre que els dos últims aprofundeixen en l'etapa de l'adolescència a través de la interpretació de Daniel Romero.

### Abejas
La primera part tracta les vivències de José Martí a la ciutat i en el camp. Les dues primeres escenes són de rellevant importància perquè marcaran definitivament el discursar de la pel·lícula i de la psicologia mateixa del protagonista. El Martí nen es nega a delatar als seus companys de classe que han robat un examen de la vitrina del mestre, mentre el seu pare, Don Mariano, defensa públicament a un ancià davant les vexacions d'una senyora aristòcrata. En essència, aquest primer fragment de la pel·lícula reflecteix trets característics de la personalitat de Martí com la seva tendència a l'abstracció i el seu profund caràcter melancòlic, així com la seva forta convicció moral de defensar la dignitat enfront d'un acte d'humiliació. També es mostra la relació amb els seus éssers més afins, especialment amb la seva mare, les seves germanes i el seu amic Fermín Valdés Domínguez; així com els seus temors de nen i l'exploració de la sexualitat (en dues escenes que van suscitar l'escàndol entre els espectadors més conservadors).
En la segona meitat d'aquesta part, Martí deixa l'Havana en el període de recés escolar i es trasllada a la finca Hanábana, pròxima al poblat de Calimete, a la província de Matanzas, per a ajudar el seu pare en treballs de transcripció. Aquí té lloc el seu primer acostament a la naturalesa de la mà d'un negre esclau que li ensenya els secrets i els sons del camp, una experiència que influirà decisivament l'estil i les temàtiques de l'obra poètica martiana.
El fragment conclou amb l'enfrontament de Don Marianioo amb els terratinents de la zona pel tràfic d'esclaus. Martí, amagat entre els joncs de la platja, coneix per primera vegada l'horror de la esclavitud, mentre contempla la imatge de desemparament d'un nen negre embolicat per les abelles. En aquest moment el títol “Abelles” cobra sentit i es presenten dos nous trets de Martí: la seva hipersensibilitat i el seu poder d'observació.

### Arias
La segona part relata les primeres trobades de Martí amb l'ambient artístic i polític de Cuba. Comença a treballar a mig temps com a comptable en la bodega de Don Salustiano i a les nits assisteix a les classes en el col·legi del mestre Rafael María de Mendive, de qui es nodriria en gran manera el seu pensament polític i gust artístic. A la bodega Martí presencia actes de conspiració contra el govern i enfrontaments amb oficials espanyols. El contacte quotidià amb aquest ambient el portarà a anar-se interessant a poc a poc per la política; però, novament, el director busca destacar més els moments que corresponen a la faceta poètica de Martí que els de caràcter polític, aquells moments que materialitzen l'esperit de l'obra i la sensibilitat de Martí, especialment quan se li veu traduint a Lord Byron i quan comença a freqüentar el teatre, on queda fascinat per l'òpera. Cap al final d'aquesta part Martí contempla a la cantant Adelina Patti, mentre assaja una ària a l'escenari del teatre. En paral·lel, en la llar dels Martí, mor la més petita de les germanes. Camí al cementiri, Martí es topa amb una mare asseguda a les roques de la costa amb una nena en braços.

### Cumpleaños
En la tercera part assistim als començaments del quefer polític, revolucionari i poètic de Martí. Se li veu més madur, totalment implicat en la conspiració contra Espanya a través de les seves publicacions a Patria libre. El focus d'atenció d'aquest segment se centra en els successos del Teatro Villanueva, on es representava l'obra Perro Huevero. La frase "¡Viva la tierra que produce la caña!" va desencadenar un altercat entre voluntaris espanyols i independentistes. Martí, que era present al teatre, aconsegueix escapar i es refugia a casa del seu mestre Mendive. La seva mare el buscarà. En el camí de retorn presencien diversos assassinats i té lloc un violent enfrontament entre Martí i un dels voluntaris que vol obligar-lo a cridar “Viva España con honra!”. Aconsegueixen sortir il·lesos de la situació, però en arribar a casa Don Mariano acusa el seu fill de posar a la mare en greu perill i d'abandonar a la seva família. Martí, orgullós, es nega a demanar disculpes de genolls al seu pare. La tensió amb Don Mariano ja havia provocat que Martí s'anés a viure a la casa de Mendive.
Amb la implicació en l'esfera política i el recurs a la dada històrica, en aquesta tercera part la figura de Martí comença a perdre frescor i frega per moments l'acartronament. El petit discurs sobre la democràcia en la classe de llatí sona una miqueta trillat, però una vegada més se salva pel recurs poètic i l'element visual d'un Martí pensatiu enfront de les ones que trenquen en les roques de la costa. Aquesta part tanca amb Martí tornant a la seva llar després d'una breu estada a la casa de Mendive i la seva mare li recorda que aquest dia havia estat el seu aniversari setze.

### Rejas
La quarta part posa punt final al film amb l'enfrontament de José Martí a les autoritats espanyoles i la seva condemna al presidi amb treballs forçats. La imatge final presenta a un Martí en plena solitud, “mirant a l'espectador des del dolor, però també des de la seva fermesa”, en paraules del director, mentre els crèdits van lliscant-se al costat del seu rostre i a penes s'escolta la seva respiració.

## Guió
La informació que es té sobre la infància i adolescència de José Martí és escassa, la qual cosa fa que fa que aquesta àrea fosca del registre històric sigui un terreny fecund per a la cinematografia. Amb el seu guió, sense ignorar la història i amb diàlegs que busquen adaptar-se a l'època de la manera més fidel possible, el director Fernando Pérez opta per representar a Martí des d'una perspectiva apegada a l'humà, una forma de representació que respon a la visió personal del director sobre l'apòstol cubà i no tant a la idealització i mitificació a la qual s'havia tendit fins al moment, des dels escàndols de La rosa blanca i Páginas del diario de José Martí (1971) fins a les manipulacions propagandístiques del director Santiago Álvarez a El primer delegado (1975) i Mi hermano Fidel (1977). El mateix Pérez va insistir que el seu llargmetratge no pretenia ser una biografia, sinó una descripció del "itinerari espiritual" que va marcar decisivament la formació del personatge. En una entrevista declarava: "La meva intenció és humanitzar i escurçar aquesta distància glacial i marmòria en la qual jo veig a Martí, per a acostar-ho als joves, perquè la seva vida s'ha convertit en l'hagiografia de Martí, més en una estàtua que en un ésser humà”. Segons una nota de premsa emesa per l'organització del 36è Festival de Cinema Iberoamericà celebrat a Huelva el 2010 la pel·lícula és una mirada personal "més subjectiva que biogràfica sobre el polític i pensador cubà a través de la narració de la seva infància i la seva primera joventut".